# Symfonia

Symfonia fue un supergrupo de power metal formado en 2010 por André Matos, Timo Tolkki, Jari Kainulainen, Mikko Härkin y Uli Kusch.
El 18 de febrero de 2011, la banda hizo su actuación debut en el Finnish Metal Expo. El 25 de marzo de 2011 se puso a la venta su primer álbum In Paradisum. El batería Uli Kusch no pudo realizar la gira de promoción debido a daños en los nervios de su mano izquierda, por lo que fue sustituido por Alex Landenburg. Finalmente, Kusch abandonó el grupo de forma oficial para poder recuperarse de su lesión.
La trayectoria de Symfonia finalizó en diciembre de 2011, momento en que Timo Tolkki comunicó a través de Facebook su decisión de terminar con el proyecto debido a problemas internos y falta de atención por parte del público. Además, Tolkki puso de relieve la posibilidad de retirarse del mundo de la música.

## Discografía
- In Paradisum (2011)

## Formación
- André Matos (ex-Angra, ex-Shaman, ex-Viper) - Voces
- Timo Tolkki (ex-Stratovarius, ex-Revolution Renaissance) - Guitarra , productor , Mezclas
- Jari Kainulainen (ex-Stratovarius, ex-Evergrey) - Bajo
- Mikko Härkin (ex-Cain's Offering, ex-Sonata Arctica, ex-Kotipelto, ex-Solution .45) - Teclados

### Antiguos miembros
- Uli Kusch (ex-Holy Moses, ex-Helloween, ex-Gamma Ray, ex-Masterplan) - Batería

### Músicos de gira
- Alex Landenburg (At Vance, ex-Annihilator, Axxis, Mekong Delta)– Batería (2011 - actualidad)